# بنك الكويت الصناعي
بنك الكويت الصناعي (بالإنجليزية: Industrial Bank of Kuwait)‏ هو بنك حكومي كويتي تأسس عام 1973، من قبل وزارة المالية وبنك الكويت المركزي وغيرها من الشركات. من أجل المساهمة في تنمية الاقتصاد الوطني وتشجيع القطاع الصناعي الكويتي بواسطة القروض الصناعية التي يقدمها البنك.

## التأسيس
بادرت حكومة دولة الكويت في السادس عشر من ديسمبر عام 1973، بإنشاء بنك الكويت الصناعي (ش.م.ك) مقفلة، بالتوقيع على عقد التأسيس والنظام الأساسي، فالتقت آنذاك رغبة وإرادة الحكومة مع القطاع الخاص لتأسيس البنك.
تمثلت مشاركة الحكومة بوزارة المالية وبنك الكويت المركزي والمؤسسة العامة للتأمينات الاجتماعية، ويمثل القطاع الخاص عدد من المصارف الكويتية، وشركات كبرى في القطاع الصناعي وعدد من شركات الاستثمار المحلية، ويبلغ رأسمال البنك حالياً 20 مليون دينار كويتي، ويعتبر إنشاء بنك الكويت الصناعي في أواخر عام 1973، نقلة نوعية متقدمة لدولة الكويت في تشجيع ودعم النشاط الصناعي، فقد كان أول مصرف متخصص بالتمويل ودعم التنمية الصناعية في دول مجلس التعاون لدول الخليج العربية.

## رأس المال
تأسس البنك برأسمال مُساهم يبلغ 10 ملايين دينار كويتي وقد تم زيادته فيما بعد ليصل إلى 20 مليون دينار كويتي مدفوع بالكامل في يونيو 1981.